# Ландсир, Эдвин
Э́двин Ге́нри Ландси́р (англ. Edwin Henry Landseer, 7 марта 1802, Лондон — 1 октября 1873, Лондон) — английский художник и скульптор-анималист эпохи романтизма.
Известен, в частности, и как создатель бронзовых литых скульптур животных (оленей, львов). Так, ему принадлежат, статуи львов у подножия колонны Нельсона на Трафальгарской площади.

## Биография
Эдвин Ландсир был младшим сыном гравёра по меди Джона Ландсира; одним из его братьев был художник Чарльз Ландсир. Обучался живописи у своего отца и у художника Бенджамина Р. Хейдона. В 1814 году он впервые выставил свои картины на Летней выставке в Королевской академии художеств, а в 1815 году поступил в школу при академии. В 1824 году Ландсир впервые посетил горную Шотландию и с тех пор неоднократно приезжал туда на этюды. По шотландским мотивам художник создал целый ряд полотен, многие из которых выставлены в крупнейших музеях Великобритании (например, в эдинбургском Национальном музее Шотландии).
В 1826 году Ландсир стал членом-корреспондентом Королевской академии художеств, в 1831 — действительным её членом, а затем и придворным художником королевы Виктории и её супруга, принца-консорта Альберта. В 1850 году возведён королевой в рыцарское звание. В 1866 Эдвин Ландсир был избран президентом Королевской академии, однако отказался от этой должности.
В 1840 году художник перенёс тяжёлое нервное заболевание и впоследствии периодически страдал депрессией, что не мешало ему продолжать рисовать до глубокой старости. Он изображал преимущественно животных и пейзажи. Произведения его распространялись также в графическом и литографическом видах, создав Ландсиру широкую популярность не только в Великобритании, но и на европейском континенте. Кроме того, состоятельные англичане заказывали ему портреты своих собак, что было одним из источников заработка для живописца.

## Память
Фамилия художника увековечена в названии породы собак ландсир (пятнистая разновидность ньюфаундленда), представителей которой, прирождённых спасателей утопающих, он неоднократно изображал на своих картинах, таких как «Лион: ньюфаундлендский пёс» (1824), «Достойный член гуманного общества» (1838), «Спасённая» (1856).

## Галерея
- Сокол, 1837
- Достойный член гуманного общества, 1838
- Любимцы королевы Виктории: спаниель Дэш, попугай Лори, грейхаунд Нерон и дирхаунд Гектор, 1838
- Королева Виктория верхом, ок. 1840
- Замок Виндзор, 1841–1845
- Эос, любимая гончая принца Альберта, 1841
- Королева Виктория и принц Альберт в бальных костюмах 12 мая 1842
- Король долины, 1851
- Один из бронзовых львов Э. Ландсира, Трафальгарская площадь, 1866
- Обезьянка, повидавшая мир
- Александр и Диоген
- Вечная любовь
- Спаситель
- Дикие быки Чиллингема
- Сон в летнюю ночь
- Судебное заседание
- Портрет сэра Фрэнсиса Бардетта
- Исаак ван Амбург со своими животными
- Скорбящий о старом пастухе (1837)
- Человек предполагает, а Бог располагает (1864)